# 8253 Brunetto
A 8253 Brunetto (ideiglenes jelöléssel (8253) 1981 EU15) a Naprendszer kisbolygóövében található aszteroida. Schelte J. Bus fedezte fel 1981. március 1-jén.